# World Trade Center (Metro de Boston)
World Trade Center  es una estación de tránsito rápido en la línea Plata del Metro de Boston. La estación se encuentra localizada en Congress Street con C Street / World Trade Center Avenue en Boston, Massachusetts. La estación World Trade Center fue inaugurada el 17 de diciembre de 2004. La Autoridad de Transporte de la Bahía de Massachusetts es la encargada por el mantenimiento y administración de la estación. Esta estación forma parte de la sublínea SL1 y SL2

## Descripción
La estación World Trade Center cuenta con Aceras y  vías. 

## Conexiones
La estación es abastecida por las siguientes conexiones: 
- Rutas de autobuses: 4, 7, 448, 449, 459